# La Araucana
La Araucana est un poème épique écrit en espagnol par Alonso de Ercilla sur la conquête espagnole du Chili, et plus particulièrement la première phase de la guerre d'Arauco qui voit s'affronter Espagnols et Mapuches (appelés « araucanos » par les Espagnols de l'époque).
Publié entre 1569 et 1589 en trois parties, ce témoignage à la première personne des événements est considéré comme l'épopée du royaume du Chili et à la fois une œuvre importante de l'Âge d'or espagnol et l'un des textes les plus importants de la tradition littéraire chilienne.

## Contexte historique

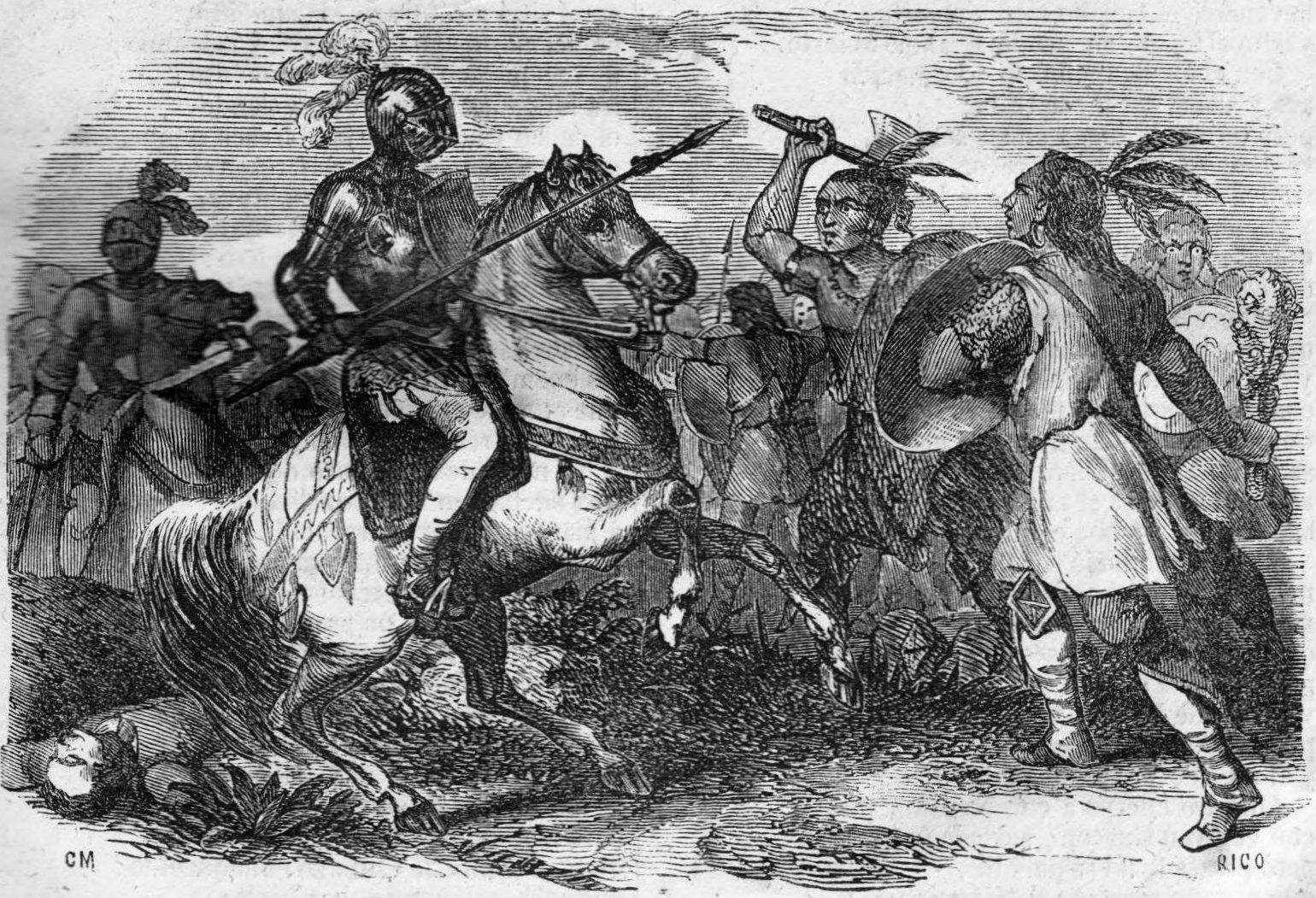
Bataille entre Espagnols et Mapuches.

Selon l'auteur lui-même, qui a participé à la guerre d'Arauco, le poème a été écrit quand il séjournait au Chili en utilisant comme support du cuir, des écorces d'arbre et autres éléments rustiques. Ercilla, qui disposait, en tant qu'ancien page de la cour de Philippe II, d'une éducation plus élevée que la moyenne des conquistadores, était arrivé au Chili avec l'expédition de renforts commandée par le nouveau gouverneur García Hurtado de Mendoza.
Après le retour d'Ercilla en Espagne, le livre est publié à Madrid en trois parties étalées sur plus de deux décennies : le premier volume a été édité en 1569, le second en 1578 et le troisième en 1589. Le livre a très bien été accueilli par les lecteurs de l'époque.
Bien que l'historicité de beaucoup des récits de l'œuvre soit relative, elle est considérée comme l'un des témoignages écrits les plus importants concernant la conquête du Chili (es) et est lu en son temps comme une chronique véridique des événements survenus là-bas.
La Araucana aurait été précédée par une grande quantité de textes espagnols qui décrivaient le Nouveau Monde au lecteur européen, comme les Naufrages d'Álvar Núñez Cabeza de Vaca, qui relataient les aventures de son auteur en Amérique du Nord, ou l'Histoire véridique de la conquête de la Nouvelle-Espagne de Bernal Díaz del Castillo, qui dévoila la chute de l'Empire aztèque. Cependant La Araucana se distingue de ces livres en étant la première œuvre ayant de claires ambitions artistiques : il s'agit d'un poème en vers au lieu d'une chronique en prose.
À la suite de ce livre, a surgi une grande quantité d'œuvres de thèmes américains qui imitaient son style poétique, comme La Argentina, Arauco Domado et Purén indómito (es). Au fur et à mesure, ces textes s'éloignent de la chronique et de la narration des faits historiques.
Les auteurs optent pour transférer des thématiques de la Renaissance européenne à l'exotique scénario américain. Ainsi, beaucoup de ces poèmes traitent plus des sentences morales, de l'amour romantique ou des thèmes latins de l'époque que de la conquête de l'Amérique.

## Sujet

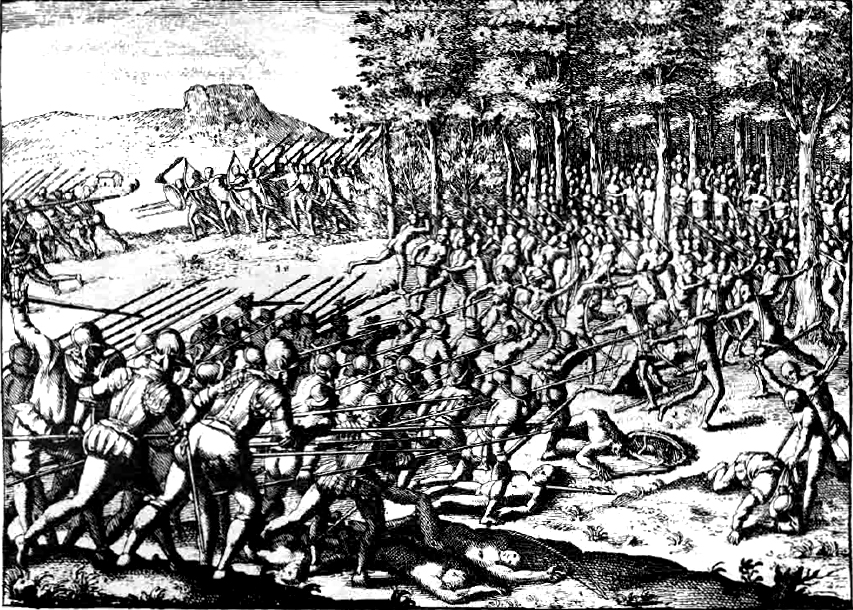
Bataille entre Mapuches et Espagnols dans une illustration de dans sa Crónica y relación copiosa y verdadera de los reynos de Chile.

La Araucana traite de la conquête du Chili (es), et plus particulièrement de la guerre d'Arauco opposant les Espagnols aux Mapuches au XVIe siècle.
Elle inclut des épisodes historiques comme la capture et l'exécution de Pedro de Valdivia et la mort des caciques mapuches Lautaro, de sa femme Fresia (es), ainsi que de Colocolo et Caupolicán (es). Cependant, la trame guerrière rend le poème trop uniforme, comme le regrette Ercilla lui-même dans le chant XXe, :
« ¿Todo ha de ser batallas y asperezas,
discordia, sangre, fuego, enemistades,
odios, rencores, sañas y bravezas,
desatino, furor, temeridades,
rabias, iras, venganzas y fierezas,
muertes, destrozos, riñas, crüeldades;
que al mismo Marte ya pondrían hastío,
agotando un caudal mayor que el mío? »
— Alfonso de Ercilla, « Canto XX », La Araucana: Segunda parte.
        
« Doit-il toujours s'agir de batailles et de rugosités,
de discordes, de sang, de feu, d'inimitiés,
de haines, de rancœurs, d'accès de rages et d’énervements,
de folie, de fureur, de témérités,
de rages, de colères, de vengeances et de férocités,
de morts, de destructions, de disputes, de cruautés ;
que Mars lui-même en aurait marre,
épuisant des forces plus grandes que les miennes ? »
C'est dû à cela que sont inclus des événements fantastiques, comme celui d'un sorcier qui élève le narrateur dans un vol au-dessus de la Terre, lui permettant de voir les événements qui ont lieu en Europe et au Moyen-Orient, tels que la bataille de Lépante.
À noter également l'épisode de la rencontre avec une femme indigène, Tegualda, qui cherche son époux, Crepino, au milieu des morts d'un champ de bataille. Ce récit est un exemple de l'aspect humaniste du travail d'Ercilla et de ses condoléances pour le sort du peuple indigène, décrivant le manque de malice et de vice chez ces gens jusqu'à l'arrivée des Espagnols. Les vers rendent autant hommage à la bravoure des conquistadores que des indigènes.

## Analyse stylistique

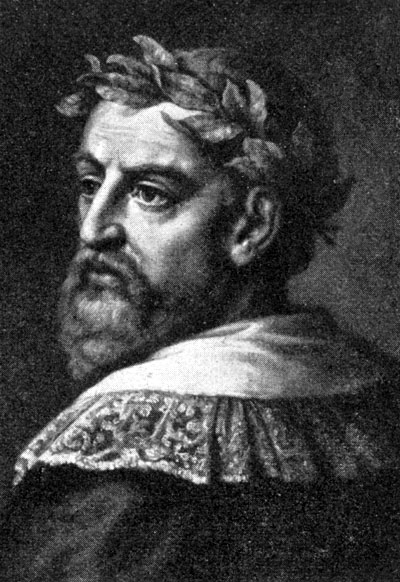
Ludovico Ariosto, dont l'œuvre Orlando furioso a influencé La Araucana.

Le narrateur participe activement à la trame, ce qui n'était pas habituel dans la littérature espagnole de l'époque. La métrique de l'œuvre est la strophe appelée «octava real», qui fait rimer huit vers hendécasyllabes suivant le schéma ABABABCC :

« Caciques, del Estado defensores, (A)

codicia de mandar no me convida (B)

a pesarme de veros pretensores (A)

de cosa que a mí tanto era debida; (B)

porque, según mi edad, ya veis, señores, (A)

que estoy al otro mundo de partida; (B)

más el amor que siempre, os he mostrado, (C)

a bien aconsejaros me ha incitado. (C) »

— Alfonso de Ercilla, « Canto II », La Araucana: Primera parte
L'œuvre appartient au sous-genre du « poème épique culte », caractéristique du début de l'époque moderne. La Araucana a été plus particulièrement influencée par ce qui s'est fait appeler le « Canon de Ferrara », deux poèmes épiques cultes écrits dans la ville de Ferrare, en Italie : Orlando Innamorato de Matteo Maria Boiardo (1486) et Orlando Furioso (1516) de Ludovico Ariosto.
La coïncidence entre les poèmes de Ferrara et l'œuvre d'Ercilla ne s'arrête pas à l'utilisation du même type de poème, de thématique héroïque et chevaleresque, mais contient aussi des rapprochements formels, tels que l'utilisation de l'octave comme métrique. Cependant, les deux Orlandos sont eux-mêmes influencés par la Divine Comédie où Dante Alighieri avait créé le poème épique culte en travaillant sur la thématique théologique. La Araucana fait donc partie de la rénovation de la poésie espagnole avec des formes italiennes, surgie de la forte intervention politique et militaire hispanique dans l'Italie de l'époque. D'ailleurs, Ercilla avait voyagé en Italie comme page du futur roi Philippe II, ce qui lui a très probablement donné la possibilité de se familiariser avec les poèmes du Canon de Ferrara et le reste des auteurs de la Renaissance italienne.
Par ailleurs, le poème épique culte était à la mode : peu avant la publication de La Araucana, de nombreux autres émules de poètes ferrariens étaient déjà apparus. Le portugais Luís de Camões avait publié Les Lusiades en 1555. Plus tard ont suivi Le Tasse et sa Jérusalem délivrée (1575) et même le roi d'Écosse, Jacques VI, s'y était essayé en 1591 avec Lepanto, tiré du recueil His Maiesties Poeticall Exercises at Vacant Houres.
Mais les racines les plus profondes de la poésie épique remontent à l'antiquité classique, à laquelle la tradition de la Renaissance italienne faisait écho ; en ce sens, La Araucana est redevable des poèmes épiques gréco-romains : « Les personnages reprennent souvent l'attitude des héros homériques, et ce n'est pas pour rien qu'ont été comparés Lautaro à Hector, Colocolo à Nestor et Tucapel à Ajax. » La Araucana appliquait un traitement du poème épique à des faits récents. En ce sens, elle reproduisait la pratique d'une ancienne œuvre romaine, Pharsale de Lucain, qui racontait les événements de la guerre civile entre Jules César et Pompée avec la prétention d'en faire un récit véridique.

## Objectif et idéologie

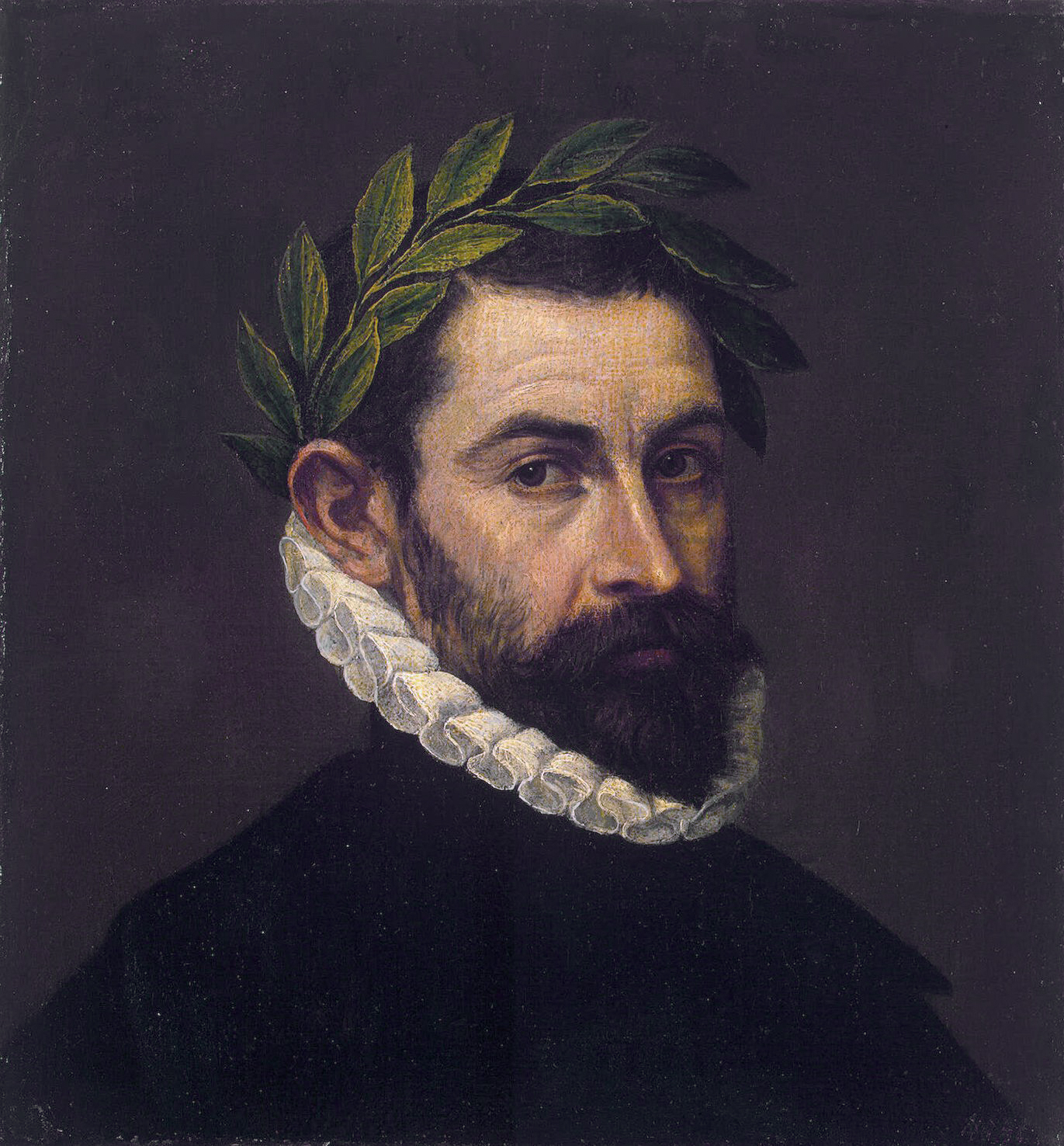
L'auteur, Alonso de Ercilla.

Ercilla lui-même explique les motifs de l'œuvre ainsi :

« [pour] l'offense que l'on ferait à certains espagnols dont les exploits resteraient en perpétuel silence si ce n'était parce que quelqu'un les écrivait ; ce ne serait pas parce qu'elles sont petites, mais parce que la terre est si éloignée et que la dernière que les Espagnols ont foulée au niveau du Pérou, de laquelle on ne peut pratiquement pas avoir de nouvelles, et à cause du manque de matériel et de temps pour écrire, la guerre n'en laissant pas la place ; ainsi ce que j'ai pu récupérer, je l'ai dépensé dans ce livre, lequel, afin d'être le plus authentique possible, s'est fait pendant la guerre elle-même et aux mêmes endroits, écrivant souvent sur du cuir par manque de papier, sur des bouts de cartes — certains si petits que six vers n'y rentraient pas —, ce qui m'a supposé beaucoup de travail par la suite pour les recomposer [...]. »

— Alfonso de Ercilla, « Preliminares », La Araucana: Primera parte
L'œuvre est donc une revendication du courage montré par les soldats espagnols dans une guerre éloignée et ignorée. Parmi les soldats de cette guerre, se trouvait Ercilla lui-même, ce qui fait également du poème une revendication de ses propres actes.
Tel est l'objectif explicite et exprimé. Cependant, on indique souvent que le texte contient d'autres motifs cachés comme la revendication de la figure de l'indigène, bien qu'on interprète d'habitude cette valorisation de l'indigène comme une façon détournée de valoriser le vainqueur espagnol, comme l'écrit Lara Vilà i Tomàs : « Selon moi, l'image que donne le poète espagnol des Indiens a surtout la fonction de conférer plus de noblesse et de grandeur aux Espagnols, de la même manière que quand Virgile présentait le camp de Marc Antoine [...] Quelle meilleure manière d'exalter le vainqueur que de l'opposer à un ennemi puissant et habile ? Ercilla attribue aux Araucans beaucoup d'intelligence, d'habileté militaire et de courage inouï. Il montre à leur égard une sympathie et un respect qui peut être mis en parallèle avec d'autres textes de l'époque — Pierre Martyr d'Anghiera, Bartolomé de las Casas, etc. —, qui ont la volonté de présenter l'Indien avec l'image du « Bon sauvage » du Siècle d'or espagnol. Cependant, il ne manque pas de montrer leur cruauté, comme il convient de faire vis-à-vis de personnages adorateurs de dieux païens. Cette image puissante de l'Indien implique, dès lors, une exaltation des Espagnols, qui en nombre toujours inférieur affrontent les grandes hordes d'Araucans. »

## Accueil de l'œuvre
- Dans le « Canto de Calíope » de La Galatea, Miguel de Cervantes rend hommage à Ercilla :

« Un autre du même prénom, qui d'Arauco
a chanté les guerres et le courage d'Espagne,
royaume dans lequel vit Glauco,
vécut et sentit la furieuse rage.
Ce ne fut sa voix, ce ne fut pas son accent rauque,
bien que l'une et l'autre eût un étrange charme,
c'est ainsi qu'ERCILLA, sur son beau siège
mérite un éternel et sacré monument »

— Miguel de Cervantes, « Canto de Calíope » de La Galatea
- Dans le chapitre VI de Don Quichotte, La Araucana est l'un des livres que Cervantes sauve dans la fiction, dans la scène de la bibliothèque de Don Quichotte, un autodafé des romans de chevalerie. Le poème d'Ercilla partage avec ce type d'œuvre un certain style délibérément littéraire et l'inclusion d'épisodes fantastiques :

« — [...] En voici trois autres qui viennent ensemble. Ce sont l’Araucana de don Alonzo de Ercilla, l’Austriade de Juan Rufo, juré de Cordoue, et le Monserrat de Cristóbal de Virués, poète valencien.

— Tous les trois, dit le curé, sont les meilleurs qu’on ait écrits en vers héroïques dans la langue espagnole, et ils peuvent le disputer aux plus fameux d’Italie. Qu’on les garde comme les plus précieux bijoux de poésie que possède l’Espagne. »

— Miguel de Cervantes, « Chapitre VI », Don Quichotte
- Voltaire, qui a consacré une partie d'un essai à La Araucana, considérait que le poème atteignait des sommets sublimes dans la harangue de Colocolo dans le chant IIe[16], qu'il juge supérieure à l'épisode similaire protagonisé par Nestor dans l'Iliade[17]. Mais Voltaire est par la suite beaucoup plus sévère : il trouvait qu'Ercilla souffrait d'une certaine incontinence littéraire, qui le faisait s'emmêler dans des passages excessivement fastidieux, et remettait même en cause son statut d'écrivain :

« Vers la fin de l'ouvrage, l'auteur, qui est un des premiers héros du poème, fait pendant la nuit une longue et ennuyeuse marche, suivi de quelques soldats ; et, pour passer le temps, il fait naître entre eux une dispute au sujet de Virgile, et principalement sur l'épisode de Didon. Alonzo saisit cette occasion pour entretenir ses soldats de la mort de Didon, telle qu'elle est rapportée par les anciens historiens ; et, afin de mieux donner le démenti à Virgile, et de restituer à la reine de Carthage sa réputation, il s'amuse à en discourir pendant deux chants entiers.
Ce n'est pas d'ailleurs un défaut médiocre de son poème d'être composé de trente-six chants très longs. On peut supposer avec raison qu'un auteur qui ne sait ou qui ne peut s'arrêter n'est pas propre à fournir une telle carrière. »

— Voltaire, « Chapitre VIII : Don Alonso de Ercilla », Essai sur la poésie épique
- La publication de La Araucana poussa le vice-roi du Pérou de l'époque, García Hurtado de Mendoza, qui s'était senti discrédité dans le récit, à faire la commande d'un autre poème épique, Arauco Domado[N 6] de Pedro de Oña. Cette œuvre, généralement considérée inférieure au poème d'Ercilla, est le premier texte poétique publié par un auteur né au Chili.
- Il est généralement et à tort considéré au Chili que La Araucana est le dernier poème épique narrant la naissance d'une nation à la manière des poèmes classiques comme l'Énéide ou les chansons de geste médiévales ; certains auteurs vont même au-delà :

« Le Chili a été élu par le destin, et nous pouvons nous glorifier d'être, parmi les peuples modernes, le seul dont les origines ont été célébrées par la trompe épique, de façon similaire aux anciennes cités grecques et romaines. »

— Eduardo Solar Corra, Semblanzas literarias de la Colonia
Cependant, plusieurs poèmes épiques nationaux ont été écrits entre les XVIIe et XIXe siècles, comme La Argentina de Martin del Barco Centenera (1602), l'épopée nationale finlandaise Kalevala, publiée en 1835 grâce au travail de compilation de l'information folklorique d'Elias Lönnrot, et Les Récits de l'enseigne Stål écrits en 1848 par Johan Ludvig Runeberg.
- Considéré comme le poème épique national, La Araucana est enseignée à l'école au Chili, en particulier la strophe suivante :

« Chile, fértil provincia y señalada
en la región Antártica famosa,
de remotas naciones respetada
por fuerte, principal y poderosa;
la gente que produce es tan granada,
tan soberbia, gallarda y belicosa,
que no ha sido por rey jamás regida
ni a extranjero dominio sometida. »
— Alonso de Ercilla, « Canto I », La Araucana: Primera parte

« Le Chili, fertile province et reconnue
dans la célèbre région Antarctique,
 respectée des lointaines nations
pour être forte, maitresse et puissante ;
les gens qu'elle enfante sont si illustres,
si fiers, vaillants et guerriers,
qu'elle n'a jamais été gouvernée par un roi
ni soumise à aucune domination étrangère. »
- En 1965, le compositeur chilien Gustavo Becerra-Schmidt (es), l'un des plus éminents de son pays, composa un oratoire basé sur le premier chant[19] de La Araucana, appelé Oratorio La Araucana. Il a la particularité d'inclure des instruments musicaux mapuches (es) dans l'orchestre symphonique[20].
- En 2008, le critique littéraire Álvaro Bisama (es) établit dans son livre Cien libros chilenos que La Araucana est le point de départ de la littérature chilienne ; que c'est un livre « faux », mais qui ne peut être rejeté, surtout s'il a été choisi par Cervantes[réf. souhaitée].

## Adaptation
Le poème a été adapté au cinéma par Julio Coll avec le film La araucana sorti en 1971. Il s'agit d'une coproduction entre le Chili, le Pérou, l'Espagne et l'Italie. Le film a fait un bide public et critique.